# جیانو دلاومبریا
جیانو دلاومبریا (به ایتالیایی: Giano dell'Umbria) یک کومونه در ایتالیا است که در استان پروجا واقع شده‌است.

## خصوصیات
جیانو دلاومبریا ۴۴٫۵ کیلومترمربع مساحت و ۳٬۵۱۵ نفر جمعیت دارد و ۵۴۷ متر بالاتر از سطح دریا واقع شده‌است.